# Ржевка (станция)
Рже́вка — железнодорожная станция Ириновского направления Октябрьской железной дороги в Санкт-Петербурге. Станция расположена на Ириновском направлении Финляндского вокзала в одноимённом округе Санкт-Петербурга. От станции отходит железнодорожная ветка на Заневский Пост и магистральную линию от Ладожского вокзала.

## История
Станция Ржевка появилась в 1892 году на узкоколейной Ириновской железной дороге. В 1914 году на станции работала земская школа (Ржевское училище), учителем в которой был Фёдор Никитич Никитин.
В 1923—1926 годах Ириновская железная дорога была перешита на стандартную колею и подключена к Финляндскому вокзалу, при этом её трасса была частично изменена. В этих же годах была построена новая станция, местоположение которой не сильно отличалось от прежнего.
Во время Великой Отечественной войны в воскресенье 29 марта 1942 года немецкие войска подвергли станцию артиллерийскому обстрелу. На станции скопилось большое количество эшелонов с боеприпасами и топливом, и взрывы немецких снарядов вызвали взрывы боеприпасов в вагонах и топлива в цистернах. В результате станция с прилегающими строениями была полностью разрушена, погибло несколько сотен человек (железнодорожники, военнослужащие, эвакуируемые ленинградцы, местные жители). В память этого события была установлена гранитная мемориальная доска на здании билетных касс (снесённом при строительстве Кольцевой);
Позже эта мемориальная доска установлена вблизи своего прежнего места на бетонной (вертикальной) стене дорожной насыпи кольцевой автодороги.
Железная дорога станции электрифицирована в 1958 году в составе участка Финляндский вокзал — Мельничный ручей.
С советского времени функционирует соединительная железнодорожная пассажирская линия Ржевка — Заневский пост — Горы. Маршрут изначально обслуживался тремя-четырьмя «плацкартниками» под тепловозом ТЭП60, затем дизель-поездом Д1, потом шестивагонной и, наконец, восьмивагонной электричкой. Этот маршрут был прекращён в связи с появлением Ладожского вокзала, который взял на себя направление на станцию Горы.
От станции начинается Мемориальная трасса «Ржевский коридор» — это продолжение «Дороги жизни» по территории города. В 1985 году вдоль трассы были установлены памятные монументы.
В 2005 году во время строительства кольцевой автодороги старое здание вокзала было разрушено.
- Станция в 1892 году
- Бывшее здание вокзала, вид спереди
- Бывшее здание вокзала, вид сбоку

Тогда же — при строительстве Кольцевой — был утрачен памятный знак (скульптура-стела) «Регулировщица».

## Современность
В апреле 2012 года было начато строительство пешеходного моста над железнодорожными путями. В середине 2013 года пешеходный мост открыт — он представляет собой надземный переход одна сторона которого даёт возможность просто перейти станцию, а вторая сторона непосредственно даёт проход к станции. Переход оснащён лифтами для инвалидов.
В 2013 году был открыт новый вокзал, в котором располагаются кассы, зал ожидания и турникеты на вход и выход.
Южнее станции на Ржевской площади располагается трамвайное кольцо. Рядом со станцией планировалось[когда?]

 открыть в 2020 году станцию метро «Ржевка» Адмиралтейско-Охтинской линии, однако, согласно текущему плану развития метрополитена[По состоянию на когда?], эта линия будет проложена в сторону Янино.
На станции базируется путевая техника ПЧ-14 Санкт-Петербург Финляндский. В парке имеются две машины МПТ4, машины СДПМ и ПОМ

## В искусстве
- На станции снимались сцены фильмов «Максим Перепелица», «Старший сын».

## Транспорт
Южнее станции расположено трамвайное кольцо маршрута № 64, автобусы, 290, 23. К северу от станции на съезде с Рябовского шоссе расположена остановка автобусов №30, 124